# Txomin Juaristi
Txomin Juaristi Arrieta (Markina-Xemein, 20 juli 1995) is een Spaans wielrenner die anno 2022 rijdt voor Euskaltel-Euskadi.

## Carrière
In 2017 werd Juaristi, achter José Fernandes, tweede in het eindklassement van de Ronde van Portugal van de Toekomst. Later dat jaar nam hij, als stagiair bij Euskadi Basque Country-Murias, deel aan zowel de Ronde van Portugal als de Ronde van de Doubs. Zijn eerste contract tekende hij echter bij een andere Baskische wielerploeg: Team Euskadi. Zijn debuut voor die ploeg maakte hij eind januari 2018 in de Trofeo Serra de Tramuntana.
Omdat zijn ploeg in 2020 een stap hogerop deed, werd Juaristi dat jaar prof. Zijn debuut in de WorldTour maakte hij in april 2021 in de Ronde van het Baskenland. Op het door Carlos Rodríguez gewonnen nationale kampioenschap werd Juaristi tiende. Anderhalve maand later werd hij ook tiende in het eindklassement van de Ronde van Portugal, op ruim tien minuten van winnaar Mauricio Moreira.

## Overwinningen
2023
10e etappe Ronde van Portugal

## Resultaten in voornaamste wedstrijden
| Jaar | Ronde van Italië | Ronde van Frankrijk | Ronde van Spanje |
| ---- | ---------------- | ------------------- | ---------------- |
| 2022 |                  |                     |                  |
| 2023 |                  |                     |                  |
| 2024 |                  |                     | opgave           |
| 2025 |                  |                     |                  |

| Jaar | Clásica San Sebastián | Waalse Pijl |
| ---- | --------------------- | ----------- |
| 2022 | opgave                |             |
| 2023 | 92e                   |             |
| 2024 |                       | opgave      |
| 2025 | 94e                   |             |

## Ploegen
- 2017 –  Euskadi Basque Country-Murias (stagiair vanaf 1 augustus)
- 2018 –  Team Euskadi
- 2019 –  Equipo Euskadi
- 2020 –  Euskaltel-Euskadi[1]
- 2021 –  Euskaltel-Euskadi
- 2022 –  Euskaltel-Euskadi
- 2023 –  Euskaltel-Euskadi
- 2024 –  Euskaltel-Euskadi
- 2025 –  Euskaltel-Euskadi

Bagües · Barrenetxea · Bizkarra · Bravo · Estévez · Ad. González · Ai. González · Irizar · Iturria · Lizarralde · Olaberria · Rodríguez · Txoperena · Udondo · Barthe (stagiair) · Juaristi (stagiair)
Alonso · Azkarate · Azurmendi · Buades · Fernández · García · Goikoetxea · Insausti · Juaristi · López · López-Cózar · Martín
Angulo · Aristi · Azparren · Azurmendi · Ballarin · Bizkarra · Bou · Canal · Cuadrado · Etxeberria · Goikoetxea · Iribar · Irizar · Isasa · Iturria · Juaristi · Lobato · Martín · Maté ·  Soto · Lasa (stagiair) · Mintegui (stagiair)
E. Azparren · X. Azparren · Azurmendi · Ballarin · Berasategi · Bizkarra · Bou · Canal · Cuadrado · Etxeberria · Goikoetxea · Iribar · Isasa · Iturria · Juaristi · Lobato · López de Abetxuko · Martín · Maté ·  Soto
Aberasturi · Alustiza · Azparren · Azurmendi (tot 15/4) · Berasategi · Bizkarra · Bonillo · Bou · Cañellas · Cuadrado · de la Parte · Etxeberria · Fouché · Isasa · Iturria · Juaristi · López de Abetxuko · Martín · Maté · Mintegi · Zubeldia · Ganzabal (stagiair)